# LE PILOTE
『LE PILOTE』（ル・パイロッテ）は、1992年8月5日に発売された、F1チーム「フットワーク無限ホンダ」のオフィシャル・イメージ・アルバムである。

## 解説
1992年のF1世界選手権に参戦した、ミケーレ・アルボレートと鈴木亜久里を擁するF1チーム「フットワーク無限ホンダ」のイメージ・アルバムで、音楽は加藤和彦とマーク・ゴールデンバーグが担当している。内容は、企画シングルとして発売されCMにも使われた「イノセンス」を除き、インストゥルメンタルで構成されている。なお、本作と同時にフットワーク無限の映像作品が発売されている。

## アートワーク
アルバム・カバーにはフットワーク・FA13の写真が使われている。なお、帯には以下のキャッチコピーが記載されている。

## 収録曲
作編曲は#1〜#3および#5〜#7が加藤和彦、#4, #8, #9がマーク・ゴールデンバーグ。
特記を除き、演奏も作者自身による。
1. INNOCENCE〜AGURI'S THEME - (6:21)
作詞/ヴォーカル：ミシェル・フリン（Michelle Flynn）、ギター：クリストフ・ゴーズ（Christophe Goze）
フレンチ・ボサ調の楽曲。発売当時、鈴木亜久里が出演していた東芝DynaBook EZのCMに使われ、#9とのカップリングでシングルとしてもリリースされた[3]。なお、ヴォーカルを担当したミシェル・フリンはのちに加藤が楽曲プロデューサーとして関与したアルバム『ゲンスブール・トリビュート'95』にも参加している。
2. A NEVERS MAGNY - COURS - (7:11)
3. Le Pilote - (3:37)
4. Les Rêveurs - (5:54)
5. Circuit de CATALUNYA - (5:52)
6. Autodromo JOSE CARLOS PACE - (5:43)
F1ドライバー、ホセ・カルロス・パーチェに因んだ曲。
7. Le Peur et L'émotion - (3:54)
8. Les Amoureux - (5:40)
9. The Silverstone - (6:05)

## クレジット
- Produced by Kazuhiko Kato
- Composed, Arranged, Programmed, Performed & Produced by Kazuhiko Kato (#1〜#3, #5〜#7) Mark Goldenberg (#4, #8, #9)
- Recorded & Mixed by Kazuhiko Kato & Takeshi Tanaka (#1〜#3, #5〜7) Greg Droman (#4, #8, #9)
- Assistant Engineered by Sean Rowbottom & Chad Raymon (#4, #8, #9)
- Manipulated by Scott Plunkett (#4, #8, #9)
- Guitar – Christophe Goze (#1)
- Bass – Mark Browne (#4, #8, #9)
- Recorded at
  - Kazuhiko Kato Studio, Tokyo (#1〜#3, #5〜#7)
  - Pacifique Recording Studios, California (#4, #8, #9)
  - Snetterton Circuit, London (#6)
- Mixed at
  - Kazuhiko Kato Studio, Tokyo (#1〜#3, #5〜#7)
  - Pacifique Recording Studios, California (#4, #8, #9)
- Mastered by
  - Syogo Takeuchi (Studio Terra)
  - Takeshi Tanaka (Kazuhiko Kato Studio)
  - Masanori Matsubara (Studio Terra)
- Executive Producer – Hiroshi Koizumi
- Producers – Fumihiko Mihoya, Takao Suzuki
- A&R Chief – Yoshiaki Sanada
- A&R Director – Tetsu Saito
- Heads of Promotion – Masahiko Enomoto, Shigeki Fujiwara
- Public Relation – TOSHIBA EMI TM FACTORY Division Promotion Section
- Sales Promotion – Toshiaki Tsuboi
- Art Direction & Design – Tsuyoshi Kato
- Production Coordination & Exclusive Representation of Mark Goldenberg for Japan by Shizuo Matsuo
- Special Thanks to Team Footwork

## 発売履歴
| 形態 | 発売日         | 品番      | レーベル       | アートワーク  | 解説 | リマスタリング | 備考     |
| ---- | -------------- | --------- | -------------- | ------------- | ---- | -------------- | -------- |
| CD   | 1992年08月05日 | TOCT-6541 | TMファクトリー | Tsuyoshi Kato | なし | なし           | 【初出】 |